# Кирсанівка
Кирса́нівка (до 1948 — Бій-Гази, крим. Biy Ğazı) — село Білогірського району Автономної Республіки Крим.
Входить до Листвинської сільської ради.
Відстань від райцентру до населеного пункта становить 52 кілометрів по прямій.